# Unitaires (République helvétique)
Sous la République helvétique, le terme d'unitaires désignent les personnalités en faveur de l'État central suisse. Ils s'opposent aux fédéralistes.

## Positionnement politique

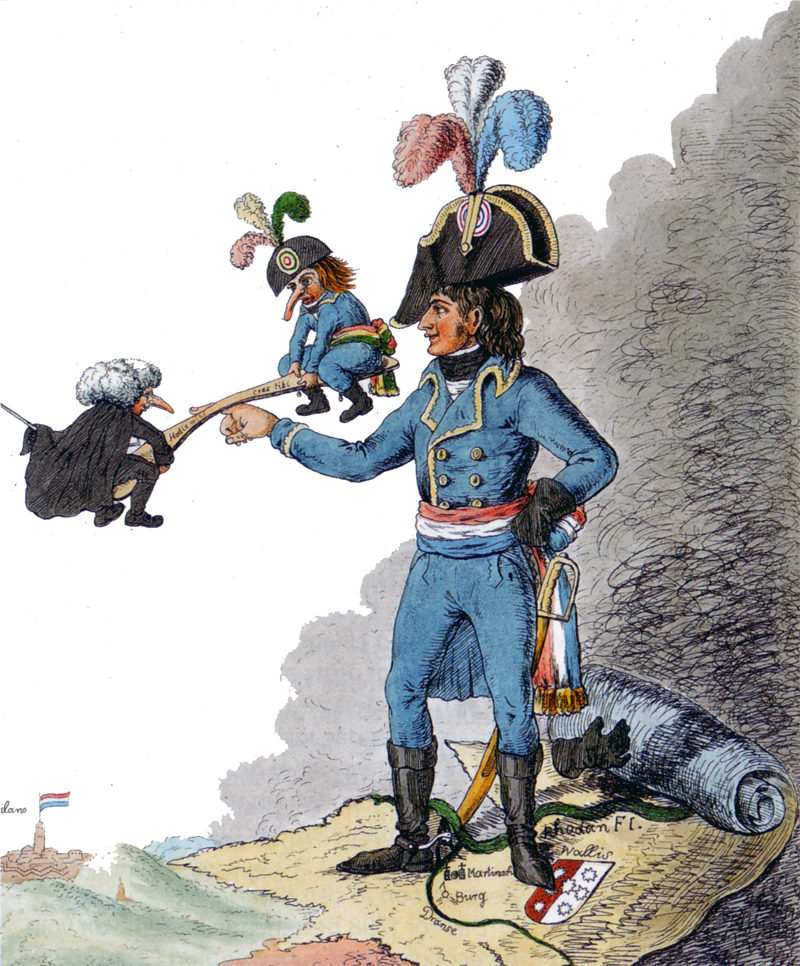
Caricature avec le Premier Consul Napoléon Bonaparte jouant avec un balancier sur lequel sont assis un fédéraliste (à gauche avec une perruque et habit noir) et un unitaire (à droite avec un bicorne).

Les unitaires se forment après le deuxième coup d'État des 7 et 8 août 1800. Ils prônent un État centraliste et unitaire (d'où leur nom), et partagent les idées des Lumières et les idéaux de la Révolution française. Dans cette optique, ils soutiennent la Constitution de la Malmaison. Ils s'inscrivent ainsi en opposition au fédéralistes.
Leur combat s'achève par la promulgation de l'Acte de médiation par Bonaparte en 1803, qui redonne à la Suisse un caractère fédérale.

## Membres notoires
Parmi leurs rangs, on trouve Albrecht Rengger, Bernhard Friedrich Kuhn (de), Pierre-Maurice Glayre, Paul Usteri et Philipp Albert Stapfer,.